# Кримінальний кодекс (фільм, 1933)
«Кримінальний кодекс» (англ. The Penal Code) — американська кримінальна драма режисера Джорджа Мелфорда 1933 року.

## У ролях
- Режис Тумі — Роберт Палмер
- Гелен Кохан — Маргарита «Мардж» Шеннон
- Пет О'Меллі — сержант детектив В. Дж. Бендер
- Роберт Елліс — Джеймс Форрестер
- Вірджинія Тру Бордман — місіс Сара Палмер
- Генрі Голл — містер Шеннон
- Леандер Де Кордова — Ісаак Левін
- Джон Інс — Верден
- Мердок Маккуоррі — Лефті
- Олін Френсіс — Маккарті